# Цунаристба
Цунаристба (осет. Цъунары цад, груз. წუნარის ტბა) — озеро в 0,5 км к северу от села Хетагурово и в 1,5 к западу от Аунеу.
Административно де-факто находится в Цхинвальском районе Республики Южная Осетия. Де-юре на территории Горийского муниципалитета грузинского края Шида-Картли.

## Характеристики
Площадь 0,14 км², длина береговой линии 1,23 км, высота над уровнем моря 893,2 м.
С севера в озеро впадает, а с юга вытекает небольшой ручей.
Используется для орошения.